# ستاره طلایی (سرده)
ستاره طلایی (نام علمی: Pallenis) نام یک سرده از زیرخانواده کاسنی‌واریان است.